# ناصر بوهاني
ناصر بوهاني (بالفرنسية: Nacer Bouhanni)‏ مواليد 25 يوليو 1990 في إبنال، هو دراج فرنسي.

## سجل النتائج

### سباقات أو مراحل فاز بها
| التاريخ        | السباق                                   | المركز                                           |
| -------------- | ---------------------------------------- | ------------------------------------------------ |
| 16 سبتمبر 2011 | Grand Prix de la Somme 2011              | الخامس في التصنيف العام                          |
| 01 يناير 2012  | كأس فرنسا لركوب الدراجات على الطريق 2012 | الخامس في تصنيف أفضل شاب                         |
| 01 يناير 2012  | بطولة سباق الطرق الفرنسية 2012           | الفائز في التصنيف العام                          |
| 18 مارس 2012   | شوليه باي دي لوار 2012                   | التاسع في التصنيف العام                          |
| 20 يونيو 2012  | هالي إنجويجم 2012                        | الفائز في التصنيف العام                          |
| 04 أكتوبر 2012 | باريس بورج 2012                          | الثاني في التصنيف العام                          |
| 01 يناير 2013  | كأس فرنسا لركوب الدراجات على الطريق 2013 | الرابع في تصنيف أفضل شاب، الثامن في تصنيف النقاط |
| 01 يناير 2013  | Val d'Ille Classic 2013                  |                                                  |
| 11 أبريل 2013  | جائزة دينين الكبرى 2013                  | الثالث في التصنيف العام                          |
| 19 يونيو 2013  | هالي إنجويجم 2013                        |                                                  |
| 07 سبتمبر 2013 | دراجات بروكسل الكلاسيكية 2013            |                                                  |
| 08 سبتمبر 2013 | جي بي دي فورميس 2013                     | الفائز في التصنيف العام                          |
| 25 سبتمبر 2013 | 2013 Omloop van het Houtland             |                                                  |
| 06 أكتوبر 2013 | طواف فونديه 2013                         | الفائز في التصنيف العام                          |
| 15 أكتوبر 2013 | طواف بكين 2013                           | الأول في تصنيف النقاط                            |
| 01 يناير 2014  | بطولة سباق الطرق الفرنسية 2014           |                                                  |
| 05 مارس 2014   | لو سامين 2014                            |                                                  |
| 19 مارس 2014   | سباق نوكير كويرز 2014                    |                                                  |
| 17 أبريل 2014  | جائزة دينين الكبرى 2014                  | الفائز في التصنيف العام                          |
| 01 يونيو 2014  | طواف إيطاليا 2014                        | الأول في تصنيف النقاط                            |
| 01 يناير 2015  | كأس فرنسا لركوب الدراجات على الطريق 2015 | الفائز في التصنيف العام                          |
| 01 يناير 2015  | طواف أوروبا للدراجات 2015                | الفائز في التصنيف العام                          |
| 03 أبريل 2015  | روت أديلي 2015                           |                                                  |
| 16 أبريل 2015  | جائزة دينين الكبرى 2015                  | الفائز في التصنيف العام                          |
| 14 يونيو 2015  | كريثيديا دو دوفين 2015                   |                                                  |
| 24 يونيو 2015  | هالي إنجويجم 2015                        | الفائز في التصنيف العام                          |
| 31 يوليو 2015  | سيركويتو دي جيتكسو 2015                  | الفائز في التصنيف العام                          |
| 15 أغسطس 2015  | طواف أين 2015                            | الأول في تصنيف النقاط                            |
| 06 سبتمبر 2015 | جي بي دي فورميس 2015                     |                                                  |
| 20 سبتمبر 2015 | جراند بريكس دي إسبيرجوس 2015             | الفائز في التصنيف العام                          |
| 13 أكتوبر 2015 | 2015 Nationale Sluitingsprijs            | الفائز في التصنيف العام                          |
| 31 يناير 2016  | تروفيو بالما 2016                        |                                                  |
| 15 مايو 2016   | تور دي بيكاردي 2016                      | الفائز في التصنيف العام                          |
| 22 مايو 2016   | Grand Prix de la Somme 2016              |                                                  |
| 02 أكتوبر 2016 | طواف فونديه 2016                         | الفائز في التصنيف العام                          |
| 01 يناير 2017  | طواف أوروبا للدراجات 2017                | الفائز في التصنيف العام                          |
| 15 مارس 2017   | سباق نوكير كويرز 2017                    | الفائز في التصنيف العام                          |
| 11 أبريل 2017  | باريس-كاممبير 2017                       | الفائز في التصنيف العام                          |
| 25 يونيو 2017  | بطولة سباق الطرق الفرنسية 2017           |                                                  |
| 03 سبتمبر 2017 | جي بي دي فورميس 2017                     | الفائز في التصنيف العام                          |
| 20 مايو 2018   | جي بي مارسيل كينت 2018                   | الفائز في التصنيف العام                          |
| 03 يونيو 2018  | بوكليس دي لا مايين 2018                  | الأول في تصنيف النقاط                            |
| 10 يونيو 2018  | طواف ليمبورغ 2018                        |                                                  |
| 08 فبراير 2020 | طواف السعودية 2020                       | الأول في تصنيف النقاط، الثاني في التصنيف العام   |
| 20 سبتمبر 2020 | جراند بريكس دي إسبيرجوس 2020             | الفائز في التصنيف العام                          |
| 27 سبتمبر 2020 | 2020 Paris-Chauny                        | الفائز في التصنيف العام                          |
| 04 أكتوبر 2020 | كأس فرنسا لركوب الدراجات على الطريق 2020 | الفائز في التصنيف العام                          |
| 15 أغسطس 2021  | غروت بريجس جيف شيرنز 2021                |                                                  |
| 27 مارس 2022   | روت تورانجيل 2022                        | الفائز في التصنيف العام                          |

## روابط خارجية
- ناصر بوهاني على موقع الاتحاد الدولي للدراجات (الإنجليزية)
- ناصر بوهاني على موقع أرشيف الدراجات (الإنجليزية)
- ناصر بوهاني على موقع إحصائيات الدراجات الإحترافية (الإنجليزية)
- ناصر بوهاني على موقع نسبة الدراجات (الإنجليزية)
- ناصر بوهاني على موقع CycleBase (الإنجليزية)